# Saint-Médard (Indre)
Saint-Médard és un municipi francès, situat al departament de l'Indre i a la regió de Centre – Vall del Loira. L'any 2007 tenia 43 habitants.

## Demografia

### Població
El 2007 la població de fet de Saint-Médard era de 43 persones. Hi havia 23 famílies, de les quals 6 eren unipersonals (3 homes vivint sols i 3 dones vivint soles), 10 parelles sense fills i 7 parelles amb fills.
La població ha evolucionat segons el següent gràfic:
Habitants censats

### Habitatges
El 2007 hi havia 30 habitatges, 21 eren l'habitatge principal de la família, 8 eren segones residències i 1 estava desocupat. Tots els 30 habitatges eren cases. Dels 21 habitatges principals, 16 estaven ocupats pels seus propietaris, 4 estaven llogats i ocupats pels llogaters i 1 estava cedit a títol gratuït; 3 tenien dues cambres, 4 en tenien tres, 3 en tenien quatre i 11 en tenien cinc o més. 16 habitatges disposaven pel capbaix d'una plaça de pàrquing. A 7 habitatges hi havia un automòbil i a 10 n'hi havia dos o més.

### Piràmide de població
La piràmide de població per edats i sexe el 2009 era:
| Homes | Edats   | Dones |
| ----- | ------- | ----- |
| 0     | 95 o +  | 0     |
| 0     | 90 a 94 | 0     |
| 4     | 85 a 89 | 0     |
| 0     | 80 a 84 | 0     |
| 4     | 75 a 79 | 0     |
| 0     | 70 a 74 | 8     |
| 0     | 65 a 69 | 8     |
| 0     | 60 a 64 | 0     |
| 0     | 55 a 59 | 0     |
| 0     | 50 a 54 | 0     |
| 0     | 45 a 49 | 0     |
| 4     | 40 a 44 | 4     |
| 0     | 35 a 39 | 0     |
| 0     | 30 a 34 | 4     |
| 4     | 25 a 29 | 0     |
| 4     | 20 a 24 | 0     |
| 0     | 15 a 19 | 0     |
| 0     | 10 a 14 | 0     |
| 0     | 5 a 9   | 8     |
| 0     | 0 a 4   | 0     |

## Economia
El 2007 la població en edat de treballar era de 26 persones, 20 eren actives i 6 eren inactives. De les 20 persones actives 16 estaven ocupades (9 homes i 7 dones) i 5 estaven aturades (2 homes i 3 dones). De les 6 persones inactives 2 estaven jubilades i 4 estaven estudiant.
Activitats econòmiques
L'any 2000 a Saint-Médard hi havia 8 explotacions agrícoles que ocupaven un total de 728 hectàrees.

## Poblacions més properes
El següent diagrama mostra les poblacions més properes.